# Knud Andresen

Knud Andresen 2021

Knud Andresen (* 27. November 1965 in Bargteheide) ist ein deutscher Historiker und wissenschaftlicher Mitarbeiter an der Forschungsstelle für Zeitgeschichte in Hamburg.

## Herkunft und Ausbildung
Knud Andresen ist das Jüngste von vier Kindern. Seine Eltern hatten eine Baumschule in Bargteheide. Er besuchte dort auch die Schule und schloss 1986 den Schulbesuch am Kreisgymnasium Bargteheide mit dem Abitur ab. Anschließend leistete er Zivildienst an der Woldenhorn-Schule für geistig Behinderte in Ahrensburg. Er studierte von 1990 bis 1998 Geschichte und Politik an der Universität Hamburg, wo er den Abschluss Magister erwarb. 2005 erfolgte dort die Promotion und 2015 die Habilitation.

## Beruflicher Werdegang
Nach einigen Jahren in der politischen Erwachsenenbildung und bei der Volkswagen AG als Referent des Betriebsrates ist er seit 2008 wissenschaftlicher Mitarbeiter der Forschungsstelle für Zeitgeschichte in Hamburg. Sein Forschungsbereich ist die Geschichte von 1945 bis 1990. Schwerpunktmäßig beschäftigt er sich mit den Arbeitswelten, Gewerkschaften, Jugendforschung und der Neuen Linken. Auch Biografien und Oral History werden von ihm bearbeitet. Er war 2010 Gastwissenschaftler an der Universität Kopenhagen und hatte Vertretungsprofessuren 2019 an der Universität Greifswald sowie 2019 und 2020 an der Universität Hamburg.
Er engagiert sich ehrenamtlich für das Museum der Arbeit in Hamburg und ist seit 2018 ist im Vorstand von dessen Förderverein, den Freunden des Museums.

## Schriften (Auswahl)
Monografien
- Die Auseinandersetzung mit Nationalsozialismus und Judenvernichtung in ausgewählten Publikationen der Neuen Linken 1969–1970. Hamburg 1997, OCLC 246309323 (Zugleich: Magisterarbeit, Universität Hamburg 1997).
- Mitbestimmen. Die Entwicklung der Interessenvertretung bei Volkswagen in Braunschweig 1945–2002. IG-Metall-Verwaltungsstelle, Braunschweig 2005, OCLC 836060370.
- Widerspruch als Lebensprinzip. Der undogmatische Sozialist Heinz Brandt (1909–1986) (= Politik- und Gesellschaftsgeschichte, Band 75). Dietz, Bonn 2007, ISBN 3-8012-4170-X (Zugleich: Dissertation, Universität Hamburg 2005).
- Triumpherzählungen. Wie Gewerkschafterinnen und Gewerkschafter über ihre Erinnerungen sprechen (= Veröffentlichungen des Instituts für Soziale Bewegungen, Band 57). Klartext Verlag, Essen 2014, ISBN  3-8375-1271-1.
- Gebremste Radikalisierung. Die IG Metall und ihre Jugend 1968 bis in die 1980er Jahre (= Hamburger Beiträge zur Sozial- und Zeitgeschichte, Band 56). Wallstein Verlag, Göttingen 2016, ISBN 3-8353-1918-3 (Zugleich: Habilitationsschrift, Universität Hamburg 2015).

Herausgeberschaften
- mit Ursula Bitzegeio und Jürgen Mittag: „Nach dem Strukturbruch“? Kontinuität und Wandel von Arbeitsbeziehungen und Arbeitswelt(en) seit den 1970er-Jahren (= Politik- und Gesellschaftsgeschichte, Band 89). Dietz, Bonn 2011, ISBN 3-8012-4202-1 (= Schriftenreihe Bundeszentrale für Politische Bildung, Band 1197). Lizenzausgabe, Bundeszentrale für Politische Bildung, Bonn 2011, ISBN 978-3-8389-0197-8.
- mit Michaela Kuhnhenne, Johannes Platz und Jürgen Mittag: Der Betrieb als sozialer und politischer Ort. Studien zu Praktiken und Diskursen in den Arbeitswelten des 20. Jahrhunderts (= Politik- und Gesellschaftsgeschichte, Band 98). Dietz, Bonn 2015, ISBN 978-3-8012-4226-8.
- mit Linde Apel und Kirsten Heinsohn: Es gilt das gesprochene Wort. Oral History und Zeitgeschichte heute. Dorothee Wierling zum Geburtstag 2015. Wallstein Verlag, Göttingen 2015, ISBN 3-8353-1629-X.
- mit Bart van der Steen: A European youth revolt. European perspectives on youth protest and social movements in the 1980s (= Palgrave studies in the history of social movements). Palgrave Macmillan, New York 2016, ISBN 978-1-137-56569-3.
- mit Detlef Siegfried: Apartheid und Anti-Apartheid – Südafrika und Westeuropa (= Zeithistorische Forschungen 13, Heft 2). Vandenhoeck & Ruprecht, Göttingen 2016, OCLC 952319669.
- mit Mario Keßler und Axel Schildt: Dissidente Kommunisten. Das sowjetische Modell und seine Kritiker. Metropol Verlag, Berlin 2018, ISBN 978-3-86331-426-2.
- mit Nicole Mayer-Ahuja, Peter Birke, Svea Gruber, Anna Horstmann: Arbeiten um zu leben! Campus Verlag, Frankfurt 2025.